# Yasuhiro Koseki
Yasuhiro Koseki –en japonés, 小関也朱篤, Koseki Yasuhiro– (Tsuruoka, 14 de marzo de 1992) es un deportista japonés que compite en natación, especialista en el estilo braza.
Ganó una medalla de plata en el Campeonato Mundial de Natación de 2017, dos medallas de bronce en el Campeonato Mundial de Natación en Piscina Corta de 2018 y seis medallas en el Campeonato Pan-Pacífico de Natación, en los años 2014 y 2018.
Participó en los Juegos Olímpicos de Río de Janeiro 2016, ocupando el quinto lugar en las pruebas de 200 m braza y 4 × 100 m estilos.

## Palmarés internacional
| Campeonato Mundial                  | Campeonato Mundial     | Campeonato Mundial | Campeonato Mundial      |
| Año                                 | Lugar                  | Medalla            | Prueba                  |
| ----------------------------------- | ---------------------- | ------------------ | ----------------------- |
| 2017                                | Budapest (Hungría)     | Medalla de plata   | 200 m braza             |
| Campeonato Mundial en Piscina Corta |                        |                    |                         |
| Año                                 | Lugar                  | Medalla            | Prueba                  |
| 2018                                | Hangzhou (China)       | Medalla de bronce  | 100 m braza             |
| 2018                                | Hangzhou (China)       | Medalla de bronce  | 4 × 100 m estilos       |
| Campeonato Pan-Pacífico             |                        |                    |                         |
| Año                                 | Lugar                  | Medalla            | Prueba                  |
| 2014                                | Gold Coast (Australia) | Medalla de oro     | 100 m braza             |
| 2014                                | Gold Coast (Australia) | Medalla de oro     | 200 m braza             |
| 2014                                | Gold Coast (Australia) | Medalla de plata   | 4 × 100 m estilos       |
| 2018                                | Tokio (Japón)          | Medalla de oro     | 100 m braza             |
| 2018                                | Tokio (Japón)          | Medalla de plata   | 4 × 100 m estilos       |
| 2018                                | Tokio (Japón)          | Medalla de plata   | 4 × 100 m estilos mixto |